# Bălăceanu
Bălăceanu is een Roemeense gemeente in het district Buzău.
Bălăceanu telt 1806 inwoners.